# Polskie Towarzystwo Muzyki Współczesnej
Polskie Towarzystwo Muzyki Współczesnej działa od 1923 roku i zajmuje się upowszechnianiem twórczości żyjących kompozytorów.
PTMW jest polską sekcją Międzynarodowego Towarzystwa Muzyki Współczesnej (ISCM – International Society for Contemporary Music) założonego w Salzburgu w 1922 roku. Działają w nim kompozytorzy, muzykolodzy, muzycy i wielbiciele muzyki współczesnej. Pierwszym prezesem był Karol Szymanowski i jego utwory nominowano do wykonania na festiwalu ISCM w Wenecji w 1925 roku. W okresie międzywojennym dzięki nominacji PTMW wykonano na Światowych Dniach Muzyki 11 kompozycji polskich kompozytorów: Jerzego Fitelberga, Józefa Kofflera, Romana Palestra, Karola Rathausa, Bolesława Woytowicza, Aleksandra Tansmana i Jana Maklakiewicza.
Po wojnie funkcję prezesa Towarzystwa pełnili inni wybitni polscy kompozytorzy, tacy jak Włodzimierz Kotoński, Zygmunt Krauze, Witold Lutosławski, Artur Malawski, Jacek Rogala, Adam Sławiński.
Wśród honorowych członków stowarzyszenia są m.in. Elżbieta Chojnacka, Henryk Mikołaj Górecki, Włodzimierz Kotoński, Wojciech Kilar, Jan Krenz, Józef Patkowski, Krzysztof Penderecki, Bogusław Schaeffer.
Towarzystwo jest organizatorem szeregu kursów i konkursów kompozytorskich, m.in. im. K. Serockiego (od 1984), Audio Art w Centrum Sztuki Współczesnej Zamek Ujazdowski (od 1993), Konkursu Muzyki XX Wieku dla Młodych Wykonawców (od 1992), Wakacyjnych Kursów dla Młodych Kompozytorów w Kazimierzu Dolnym i Radziejowicach (od 1980 r.), Festiwalów Passage – Panorama Muzyki XX Wieku (od 1997), Mistrzowie Muzyki XX Wieku (od 1992). W ramach ISCM organizowało również trzykrotnie Światowe Dni Muzyki (ISCM World Music Days) w 1939, 1968 oraz w 1992 roku.
Od 2010 r. prezesem stowarzyszenia jest Maciej Żółtowski.